# NGC 1620
NGC 1620 је спирална галаксија у сазвежђу Еридан која се налази на NGC листи објеката дубоког неба.
Деклинација објекта је - 0° 8' 39" а ректасцензија 4h 36m 37,2s. Привидна величина (магнитуда) објекта NGC 1620 износи 12,4 а фотографска магнитуда 13,1. Налази се на удаљености од 41,805 милиона парсека од Сунца. NGC 1620 је још познат и под ознакама UGC 3103, MCG 0-12-52, CGCG 393-46, IRAS 04340-0014, PGC 15638.